# On Germans and Other Greeks
On Germans and Other Greeks. Tragedy and Ethical Life – książka Dennisa Schmidta z 2001 roku. Wydana przez Indiana University Press w ramach serii "Studies in Continental Thought". 
Tematem pracy Schmidta są związki między tragedią grecką a filozofią, zwłaszcza filozofią niemiecką. Filozoficzna analiza tragedii zawsze była jednym z kluczowych zagadnień filozofii niemieckiej; Niemcy skupiały także przodujące ośrodki studiów filologicznych nad literaturą grecką. Książka Schmidta po dwóch rozdziałach wstępnych opisujących rozumienie związku między etyką a tragedią w myśli filozofów greckich, Platona i Arystotelesa, przedstawia analizy tego samego przedmiotu w myśli filozofów niemieckich, zwłaszcza Hegla, Hölderlina, Nietzschego i Heideggera. Całość składa się ze wstępnego rozdziału Questions, 6 rozdziałów o poszczególnych filozofach, "interludium" o Kancie i Schellingu, podsumowującego rozdziału Suspicions and Convictions oraz dziewięciu apendyksów.  